# Lights and Shadows (singolo)
Lights and Shadows è un singolo del girl group olandese O'G3NE, scritto e prodotto dal padre delle tre sorelle facenti parte del gruppo, Rick Vol, in collaborazione con Rory de Kievit. Il brano è stato pubblicato il 3 marzo 2017 su etichetta discografica BMG.
Il 29 ottobre 2016 è stato confermato che le O'G3NE avrebbero rappresentato i Paesi Bassi all'Eurovision Song Contest 2017. Lights and Shadows è stata selezionata internamente dall'ente radiotelevisivo olandese AVROTROS come la canzone che le ragazze porteranno sul palco dell'Eurovision a Kiev, in Ucraina. Le O'G3NE canteranno nella seconda semifinale dell'11 maggio, competendo con altri 18 artisti per uno dei dieci biglietti per la finale del 13 maggio.

## Tracce
Download digitale
1. Lights and Shadows – 3:00

## Classifiche
| Classifica (2017) | Posizione massima |
| ----------------- | ----------------- |
| Belgio (Fiandre)  | 79                |
| Paesi Bassi       | 14                |